# Luciano Monzón
Luciano Fabián Monzón (ur. 13 kwietnia 1987 w Granadero Baigorria w prowincji Santa Fe) – piłkarz argentyński grający na pozycji lewego obrońcy w Calcio Catania.

## Kariera klubowa
Monzón pochodzi z prowincji Santa Fe, ale karierę piłkarską rozpoczął stolicy kraju, Buenos Aires, w tamtejszej szkółce piłkarskiej jednego z czołowych klubów w kraju, Club Atlético Boca Juniors. Po występach w drużynach juniorskich i młodzieżowych w 2008 roku awansował do kadry pierwszej drużyny prowadzonej przez Carlosa Ischię. 9 marca zadebiutował w Primera División w zremisowanym 1:1 meczu z CA Independiente, rozegranym w fazie Clausura 2008. W całej rundzie rozegrał 14 spotkań i został wicemistrzem Argentyny.
Latem 2008 po rozegraniu 14 spotkań w lidze argentyńskiej Monzón odszedł z Boca Juniors i trafił do hiszpańskiego Realu Betis. W lidze zadebiutował 24 września w przegranym 2:3 meczu wyjazdowym z Barceloną, w którym zdobył pierwszą bramkę dla swojego zespołu. Przez cały sezon Monzón wystąpił w 13 spotkaniach Primera División i zdobył 2 gole. Po zakończeniu rozgrywek powrócił do Boca Juniors.
27 sierpnia 2012 roku Luciano Monzón podpisał kontrakt z Olympique Lyon. 10 stycznia 2013 roku, przeszedł na zasadzie wypożyczenia do Fluminense FC
| Sezon   | Klub                 | Kraj      | Rozgrywki        | Mecze | Bramki | Rozgrywki Europy | Mecze | Bramki |
| ------- | -------------------- | --------- | ---------------- | ----- | ------ | ---------------- | ----- | ------ |
| 2007/08 | Boca Juniors         | Argentyna | Primera División | 14    | 0      | -                | -     | -      |
| 2008/09 | Real Betis (wyp.)    | Hiszpania | Liga BBVA        | 13    | 2      | -                | -     | -      |
| 2009/10 | Boca Juniors         | Argentyna | Primera División | 23    | 2      | -                | -     | -      |
| 2010/11 | Boca Juniors         | Argentyna | Primera División | 22    | 0      | -                | -     | -      |
| 2011/12 | OGC Nice             | Francja   | Ligue 1          | 34    | 8      | -                | -     | -      |
| 2012/13 | OGC Nice             | Francja   | Ligue 1          | 1     | 0      | -                | -     | -      |
| 2012/13 | Olympique Lyon       | Francja   | Ligue 1          | 5     | 0      | Liga Europy UEFA | 6     | 1      |
| 2013    | Fluminense FC (wyp.) | Brazylia  | Serie A          | 2     | 0      | -                | -     | -      |
| 2013/14 | Calcio Catania       | Włochy    | Serie A          | 0     | 0      | -                | -     | -      |

Stan na: 30 lipca 2013 r.

## Kariera reprezentacyjna
W 2008 roku Monzón zaczął występować w reprezentacji Argentyny U-20. Latem został powołany przez selekcjonera Sergia Batistę do 18-osobowej kadry na Igrzyska Olimpijskie w Pekinie, gdzie Argentyna wywalczyła złoty medal. W seniorskiej kadrze zadebiutował w 2009 roku.